# Sinapis flexuosa
Sinapis flexuosa là một loài thực vật có hoa trong họ Cải. Loài này được Poir. miêu tả khoa học đầu tiên năm 1797.